# Adam Pilawa
Adam Pilawa (ur. 7 października 1954 w Chorzowie, zm. 3 lipca 1982 w Chicago) – polski skrzypek i multiinstrumentalista (fortepian, pianino, melotron, akordeon) znany ze współpracy z zespołami 2 plus 1 (1975–1977) i Bractwo (1978). W pierwszym współpracował z: Elżbietą Dmoch (śpiew, flet), Januszem Krukiem (lider; śpiew, gitara akustyczna, fortepian), basistą Andrzejem Krzysztofikiem, którego miejsce w 1976 zajął Andrzej Pawlik oraz z perkusistą Andrzejem Wójcikiem, zaś w tym drugim z: Piotrem Janczerskim (lider; śpiew), Henrykiem Szpernolem (eks-Twarze; Hokus) – gitara, śpiew; Krystianem Wilczkiem (eks-Apokalipsa) – gitara basowa, śpiew; Jackiem Berenthalem (eks-Hokus) – instrumenty klawiszowe, śpiew i Januszem Ziomberem (eks-Krzak) – perkusja. Wyemigrował do Stanów Zjednoczonych, gdzie zmarł (Chicago). Pochowany na cmentarzu w rodzinnym Chorzowie.

## Wybrana dyskografia

### Z zespołem 2 plus 1[2][3]
- 04. 1975: Wyspa dzieci (LP, Polskie Nagrania „Muza”)
- 1975: Opole '75: Na naszym piętrze / Bez pieniędzy (SP, Tonpress)[4]
- 09.1975: Wyspa dzieci / Bez pieniędzy (SP, Polskie Nagrania „Muza”)
- 1976: Dwa Plus Jeden (EP, Tonpress)
- 01. 1977: Aktor (LP, Polskie Nagrania „Muza”)

### Z zespołem Bractwo[2]
- Nagrania radiowe (1978): Parowa maszyna, W moim świecie zawsze bądź, Mundial 78 (instr.)